# Авліда
Авліда (грец. Αυλίδα) — давньогрецьке та сучасне місто в Греції, в області Беотія, яке адміністративно належить до ному Евбея, Центральна Греція.

## Історія
Згідно з давньогрецькими міфами, біля міста Авліда вітри затримали грецький флот, що відпливав до Трої.